# Believe in my existence
「Believe in my existence」（ビリーブ・イン・マイ・イグズィステンス）は、JAM Projectの45枚目のシングル。2011年10月5日にLantisから発売された。

## 概要
前作「NOAH」から約6ヶ月ぶりのリリースであり、2011年3作目のシングル。
表題曲「Believe in my existence」は、テレビ愛知・テレビ東京系アニメ『カードファイト!! ヴァンガード』及び『カードファイト!! ヴァンガード 英語版』の2代目オープニングテーマとして使用されている。また、シングル作品のテレビアニメのタイアップは43枚目のシングル「Vanguard」以来。
表題曲の作詞は36枚目のシングル「レスキューファイアー」から9作連続で影山ヒロノブが手掛けている。表題曲の作曲は影山ヒロノブときただにひろしが手掛けている。カップリング曲の作詞は奥井雅美、作曲はきただにひろしが手掛けている。

## 収録曲
1. Believe in my existence [4:08]
作詞：影山ヒロノブ、作曲：影山ヒロノブ・きただにひろし、編曲：安瀬聖
  - テレビ愛知・テレビ東京系『カードファイト!! ヴァンガード』2代目オープニングテーマ

アニメのスタッフからアイチの成長、悩みや葛藤を表現した曲にするよう依頼された曲で、タイトルの「Believe in my existence（自分の存在を信じろ）」はアイチとファンへのメッセージになっている[1]。
2. 夢心地 yah! yah! yah! [4:00]
作詞：奥井雅美、作曲：きただにひろし、編曲：三宅博文
3. Believe in my existence （off vocal）
4. 夢心地 yah! yah! yah!（off vocal）

## カバー
- Roselia［湊友希那（相羽あいな）］ - ゲーム『バンドリ! ガールズバンドパーティ!』に収録（2018年5月5日追加）[2]。